# Rödsjön, Medelpad
Rödsjön är en sjö i Sundsvalls kommun i Medelpad och ingår i Selångersåns huvudavrinningsområde. Sjön har en area på 0,235 kvadratkilometer och ligger 291,1 meter över havet.

## Delavrinningsområde
Rödsjön ingår i det delavrinningsområde (693635-154946) som SMHI kallar för Utloppet av Stor-Öravattnet. Medelhöjden är 321 meter över havet och ytan är 12,81 kvadratkilometer. Det finns inga avrinningsområden uppströms utan avrinningsområdet är högsta punkten. Bryggtjärnsån som avvattnar avrinningsområdet har biflödesordning 2, vilket innebär att vattnet flödar genom totalt 2 vattendrag innan det når havet efter 43 kilometer. Avrinningsområdet består mestadels av skog (84 procent). Avrinningsområdet har 0,37 kvadratkilometer vattenytor vilket ger det en sjöprocent på 2,9 procent.